# バートラム・ブラッケン
バートラム・ブラッケン（Bertram Bracken、1879年8月10日 - 1952年11月1日）は、アメリカ合衆国の俳優、映画監督。

## 監督作品
- ハリエットと笛吹き
- 仮面
- 良心の叫び